# Flädervänderot
Flädervänderot (Valeriana sambucifolia) är en växtart i familjen vänderotsväxter. 